# Riserva naturale Valle Scura
La riserva naturale Valle Scura è un'area naturale protetta della regione Veneto istituita nel 1975.
Occupa una superficie di 223 ha nella provincia di Belluno.

## Territorio
La riserva naturale è situata in una porzione settentrionale del comune di Santa Giustina; il suo areale ricade completamente all'interno del Parco Nazionale delle Dolomiti Bellunesi, sul versante a sud del Monte Pizzocco. 